# Тросник
Тро́сник — село в Виноградівській громаді Берегівського району Закарпатської області України.
До 1944 року Тросник називався Тисо-Шашвар (угор. Tiszasásvár).
Належить до Фанчиківської сільської ради. На території села розташовані:
- Тросницька ЗОШ І-ІІ ступенів;
- Амбулаторія загальної практики сімейної медицини;
- Сільська бібліотека (у приміщенні школи);
- РГС «Тросник» ім. Т. З. Вербицькокого (на колишній території садиби пана Лотора);
- Тросницький дошкільний навчальний заклад.
- Свято-Покровський храм (УПЦ МП)

## Легенди про походження назви села Тросник

### Міфічна легенда про походження назви села Тросник
Колись давно біля села була гора. На ній знаходився великий замок, в якому жили орли. Навколо замку були хащі, рослини, величезні розлогі дуби та заболочена місцевість, на якій ріс шаш — очерет, і добратися до нього було дуже важко. Жителі села кожного дня змушені були приносити орлам дівчину або юнака, яких і поїдали. Вар — це замок (на угорській мові), шаш — очерет (тростина). Звідси пішла назва Шашвар або Тросник.  Побутує й інша народна назва оповідь про походження  назви села. Село було розташовано на  березі річки, у місцевості, в якій багато очерету (тросника). Звідти і пішла назва села-Тросник.     

### Народна легенда про назву села
Побутує й інша народна назва оповідь про походження  назви села. Село було розташовано на  березі річки, у місцевості, в якій багато очерету (тросника). Звідти і пішла
назва  села — Тросник.                                             ?

## Історія
Тросник відомий з 1220 року, згадки про нього зустрічаються в документах і наукових працях, як Sa / uar, потім у 1375 році згадується як Sasuar. У книзі «Угочанський комітат» Іштван Сабо у статті «Sasvar» подано історичні відомості про село. Шашвар — це одне з найдавніших поселень з дрібних немешів (дворян). Територія села була заселена у період неоліту.
Шашварські шляхетні сім'ї розросталися, але в селі так і не було побудовано дворянського помістя. З ростом числа немешів одночасно відбувалося і їх зубожіння. Цей процес був властивий і для простолюдинів, серед них скачкоподібно збільшилася кількість безземельних желярів — найбіднішої верстви сільського населення.
Прізвища більшої частини шляхтичів і корінних кріпаків відомі з середніх віків. Так, в 1689-1775-х роках в селі знаходимо такі прізвища: Югас, Ковш, Ласло, Ловас, Мікловш, Молнар, Пустої, Івегеш, Варга, Ворю, Богля, Бучела, Чопко, Цібор, Гоздик, Ільку, Ісак, Кончік, Лемак, Макар, Сірінеза, Терента, Вербіч, Козак, Майор, Олаг, Орос, Маркуш, Котлань.
Якщо у них спитати, хто вони і які вони, то у відповідь маємо такі слова: «Ми колопоші!» (тобто люди, які носять капелюхи і самі керують своєю долею).
В травні 1514 року, під час селянської війни під керівництвом Дєрдя Дожі в Угочанськомі комітаті очолював повстанців Кермеш, дрібний шляхтич із села Шашвар. Зрозуміло, що він був не один з цього села. Досить відчутним були втрати в 1717 році при набігові татар. Шашвар втратив 32-х простолюдинів, а в той час це була важко відновлювана втрата
Є на території села унікальна режимна геофізична станція «Тросник» імені Т. З. Вербицького. Станція займається спостереженнями, фіксацією поштовхів, варіацією рухів земної кори, а також здійснює комплекс вимірів магнітного поля, електромагнітної емісії, радіоактивного фону, метеорологічних параметрів, гідрологічного стану в свердловинах та в річці Тиса. До речі, за рівнем води спостерігають на глибині 8 і 530 м.
Відноситься ця установа до відділу сейсмічності Карпатського регіону інституту геофізики імені Суботіна НАН України. Станція має підрозділ в Королеві, в сорокаметровій штольні встановлено деформографічне устаткування та інші метеорологічні прилади. Ведеться цілодобове спостереження, всі дані автоматично записуються на цифрових носіях. Звичайно, передбачити точний час землетрусів поки що неможливо, але дані станції вивчаються і допомагають науковцям наблизитися до розв'язання цієї проблеми.
Є ще одна особливість цієї станції — вона знаходиться на території парку поміщицького палацу Лотора. Тут побудовано двоповерхову споруду і закріплено за нею гектар землі. На цій території знаходиться дендропарк з екзотичними деревами: тюльпанове дерево, сосни Веймутова, дуби, клени, липи, які були б давно вирізані, як на частині парку, яка не ввійшла до володіння станції. Жаль, що раніше станція не була розміщена в колишньому палаці Лотора, тоді б його не розібрали на будматеріали.

замок Шашвар
Це один із найменш вивчених закарпатських замків. Місцезнаходження фортеці не визначене, про нього є відомості в істориків та легендах місцевих жителів. Фортеця була на правому березі ріки Тиса на південний захід від Виноградова, біля теперішнього (чи на території) села Тросник. Згадка тростини у назві наврят чи може говорити про те, що укріплення були з цього матеріалу. Швидше за все, фортеця була оточена болотами з тростиною, це характерно для замків півдня Закарпатської області, наприклад озерний замок у Дийді.
Замок був споруджений наприкінці Х століття угорцями, що прийшли колонізовувати ці землі. У хроніці «GestaHungarum» угорського хроніста Аноніма згадується «Угоча», яку пов'язують з Шашваром або Севлюшем (Виноградів). Після нападу монголів у ХІІІ столітті замок більше не відновлювався, однак згадується у творах угорських істориків у ХІХ — ХХ столітті.
Місце замку невідоме, однак на місцевості це повинен бути або непримітний горбок посеред заплави ріки, або мис, на якому можна було оборонятися.
Замок входив у систему безпечного безперешкодного просування вантажів солі з солотвинських солерудників.

## Населення
Згідно з переписом УРСР 1989 року чисельність наявного населення села становила 2117 осіб, з яких 1045 чоловіків та 1072 жінки.
За переписом населення України 2001 року в селі мешкали 2204 особи.

### Мова
Розподіл населення за рідною мовою за даними перепису 2001 року:
| Мова       | Відсоток |
| ---------- | -------- |
| українська | 97,48 %  |
| угорська   | 1,98 %   |
| російська  | 0,41 %   |
| молдовська | 0,05 %   |
| румунська  | 0,05 %   |

## Релігія
У селі декільна конфесій, найчесленніша — «православні християни»

### Свято— Покровський храм
Свято — Покровський храм знаходиться в центрі села. Храм почали будувати в 1922 році, а закінчили 1923 року. Архітектором при будівництві був Козьменко Михаил. Капітальний ремонт храму був зроблений 2011 року. Багато людей брало участь у будівництві храму.
храм Покрови пр. Богородиці. 1923.
У 1751 р. згадують дерев'яну церкву Пр. Діви Марії в посередньому стані, вкриту соломою, з двома дзвонами, «образами якось заосмотрену, загорожену плотом», парохію ж засновано в 1716 р.
В 1775 р. йдеться про нову дерев'яну церкву, збудовану в 1770 р.
У 1923 р. в селі ще стояла дерев'яна церква, збудована в 1854 p., а також дерев'яна дзвіниця. Того ж року вимуровано нову цегляну церкву, а наступного року дерев'яні споруди розібрали. Ікони з дерев'яної церкви були передані в с. Холмовець, а пізніше вивезені разом із холмовецькою церквою в Чехію. Царські врата перевіз в Ужгород мистецтвознавець С. Маковський і вмістив їх зображення в своєму альбомі «Народное искусство Подкарпатской Руси» (1925 р.).
Гарна мурована церква нині належить православним. Збудовано її на ділянці, виміняній для церкви селянином на прізвисько Кертовий.
На головному фасаді будівничий храму залишив свій автограф: «БУДОВАННА 1922—1923 г. БУДОВАЛЬ КОЗМЯНКО СТАВИТЕЛЬ» Іконостас налічує 44 ікони.

До речі, Миколаївську церкву у селі Сокирниця датують 1704 роком. Хоча джерела також вказують, що цей храм первісно було збудовано у селі Шашвар (сьогодні — село Тросник у Виноградівському районі) на початку XVII століття.

###### Розповідь літнього чоловіка
Літні люди оповідують,- «Я пам'ятаю, що мої батьки при будівництві храму, ходили по навколишніх селах і просили яйця, щоб можна обштукатурити церкву. Яйця на той час були замінниками цементу».
Красивий інтер'єр храму милує людське око. Церковний іконостас, якому більше 80 років, розмальований різнокольоровими фарбами. На стінах храму та іконостасові зображено різних святих. Дивлячись на іконостас, можна побачити як святі дивляться на тебе і ніби вони оживають.
Храм має два красивих і дзвінкі дзвони.
За легендами храм, мав три дзвони. Великий дзвін називається: «Архістратиг Михаїл», а малий дзвін — «пророк Илиа». Дзвони мають чудодійну силу — проганяють стихійні лиха.
На території храму знаходиться колодязь «Живоносне джерело», який був викопаний, а згодом освячений (24 квітня 2009 року).
З січня 2015 року в храмі функціонує «музейний куток». Музейний куток не великий, але має експонати, які несуть духовно-історичну цінність села.                 у школі тросник є 9 класів людей в школі вчяться приблизно 95 людей

## Відомі постаті села
- Середа Борис Миколайович — підполковник Збройних сил України, учасник російсько-української війни 2014 року.
- Йосип Данко — професор, відомий вчений, громадсько — політичний діяч української діаспори, автор важливих досліджень з історії Закарпаття.
- Фенич Володимир Іванович — кандидат історичних наук, доцент Уж НУ, дослідник церковної історії Закарпаття.
- Лотор Ласло (угор. Lator LászlóTiszasásvár, 1927. november 19. –) Kossuth-díjas magyar költő, műfordító, esszéista. — угорський поет, перекладач, есеїст. Народився у селі Тросник 19 листопада 1927 року.

## Туристичні місця
- храм Покрови пр. Богородиці. 1923.
- замок Шашвар
- унікальна режимна геофізична станція «Тросник» імені Т. З. Вербицького,  вона знаходиться на території парку поміщицького палацу Лотора